# Табашник, Екатерина Александровна
Екатерина Александровна Табашник (укр. Катерина Олександрівна Табашник, род. 15 июня 1994 года, Харьков) – украинская легкоатлетка, специализирующаяся в прыжках в высоту. Бронзовый призёр чемпионата Европы в помещении 2023 года.

## Биография
Родилась 15 июня 1994 года в Харькове.
Дебютировала на международных соревнованиях в 2011 году, поучаствовав в чемпионате мира среди юношей во Франции, где в прыжках в высоту была 17-й в квалификации. В 2012 году выступала в семиборье на чемпионате мира среди юниоров, но не закончила соревнования после неудачных выступлений в прыжках в длину. После этого полностью сконцентрировалась на прыжках в высоту. В 2013 году стала чемпионкой Европы среди юниоров.
Серебряный призёр чемпионата Украины 2018 года. На чемпионате Европы 2018 года в Берлине заняла 5 место.
18 августа 2022 года в результате артиллерийского обстрела Харькова Вооружёнными силами РФ погибла мать Екатерины.
В марте 2023 года на чемпионате Европы в помещении стала бронзовым призёром с результатом 1,94 м.

## Основные результаты
| Год  | Соревнования                   | Место проведения       | Место    | Результат |
| ---- | ------------------------------ | ---------------------- | -------- | --------- |
| 2011 | Чемпионат мира среди юношей    | Лилль, Франция         | 17 (кв.) | 1,67 м    |
| 2013 | Чемпионат Европы в помещении   | Гётеборг, Швеция       | 18 (кв.) | 1,80 м    |
| 2013 | Чемпионат Европы среди юниоров | Риети, Италия          | 1        | 1,90 м    |
| 2018 | Чемпионат Европы               | Берлин, Германия       | 5        | 1,94 м    |
| 2019 | Чемпионат Европы в помещении   | Глазго, Великобритания | 4        | 1,97 м    |
| 2022 | Иберо-американский чемпионат   | Ла-Нусия, Испания      | 1        | 1,90 м    |
| 2023 | Чемпионат Европы в помещении   | Стамбул, Турция        | 3        | 1,94 м    |